# NGC 3386
NGC 3386 (również PGC 32284) – galaktyka eliptyczna (E), znajdująca się w gwiazdozbiorze Sekstantu. Odkrył ją John Herschel 9 kwietnia 1828 roku. Jest to galaktyka z aktywnym jądrem typu LINER.